# Wikimedia Česká republika
Wikimedia Česká republika (zkráceně Wikimedia ČR, WMČR, anglicky Wikimedia Czech Republic) je česká nestátní nezisková organizace, spolek zřízený registrací u Ministerstva vnitra ČR dne 6. března 2008. Obecně je označován za českou pobočku americké nadace Wikimedia, de iure má ale status samostatné nezávislé neziskové organizace, zapsaného spolku.

## Činnost
Cílem spolku Wikimedia ČR je především propagace a podpora svobodné tvorby na území České republiky se zaměřením na projekty Nadace Wikimedia (z nichž nejznámějším je Wikipedie). Dále je to organizační pomoc při pořádání akcí, pomoc v otázkách svobodných licencí, zprostředkování komunikace s autory svobodných materiálů a zprostředkování komunikace české veřejnosti s Nadací Wikimedia (provozovatelem Wikipedie). Spolek též pořádá rozmanité kurzy a školení a zastřešuje setkávání a činnost místních skupin wikipedistů po celé republice.

### Akce
Počínaje rokem 2009 je hlavní akcí spolku Wikimedia ČR, určenou komunitě přispěvatelů i veřejnosti, každoroční Wikikonference. Ve dnech 17.–19. května 2019 pořádal spolek v Praze ve spolupráci s Nadací Wikimedia celosvětové setkání vývojářů Wikimedia Hackathon 2019 s 220 účastníky ze 47 zemí. Svou činnost spolek prezentuje na výstavách (Podzimní knižní veletrh, NGO market, LinuxExpo), v letácích a dalšími propagačními materiály, jakož i v rozhovorech pro média. V letech 2009–2013 vydávala Wikimedia ČR občasník Wikimedium (vyšlo deset čísel).

### Výzvy
Wikimedia ČR pořádá každoročně tematické výzvy, které jsou zpravidla navázány na celosvětové výzvy. Jedná se např. o výzvu pro knihovníky na doplnění referencí 1Lib1Ref, výzva Měsíc žen na Wikipedii (světový název WikiGap) nebo Měsíc lidských práv na Wikipedii.

### Soutěže
Rozvoj české Wikipedie a zapojení veřejnosti do její tvorby se spolek snaží stimulovat mj. pořádáním soutěží. V letech 2009–2011 tak proběhly čtyři běhy soutěže zvané Ceny za rozvoj české Wikipedie.
V letech 2012–2014 zaštiťovala Wikimedia Česká republika českou účast v celosvětové fotografické soutěži Wiki miluje památky, která se stala největší fotografickou soutěží na světě vůbec a z níž vzešlo množství kvalitních fotografií kulturních památek, zpřístupněných pod svobodnou licencí v úložišti Wikimedia Commons, včetně mnoha českých.
Na fotografování památek volně navázala v roce 2018 místní soutěž Popiš památku, zaměřená na tvorbu a rozšiřování článků o kulturních památkách na české Wikipedii. Seznam památek pro soutěž poskytl Národní památkový ústav, dalším partnerem byl web PROPAMÁTKY. V prvním ročníku soutěže, který probíhal od 15. ledna do 15. února 2018 a zúčastnilo se ho celkem 47 wikipedistů, bylo vytvořeno přes 150 encyklopedických článků, které popsaly 34 kostelů, 24 zámků, 16 vil, 14 tvrzí a některé další chráněné objekty. Druhý ročník se konal od 15. ledna do 15. března 2019. Během dvou měsíců 53 aktivních wikipedistů vytvořilo 655 encyklopedických článků. Třetí ročník soutěže Popiš památku proběhl od 15. ledna 2020 do 15. února 2020.

## Členové a vedení
Zakládajícími členy spolku (tehdy ještě občanského sdružení) Wikimedia Česká republika v roce 2008 byli Jan Urbánek, Michal Zlatkovský, Pavel Hrdlička a Jan Kulveit; zmocněncem přípravného výboru byl Jan Urbánek. V roce 2023 měl spolek 62 řádných členů.
V roce 2016 nastoupila Wikimedia ČR cestu profesionalizace, když zaměstnala první dva projektové manažery, jimiž se stali Gabriela Boková a Marek Blahuš. První výkonnou ředitelkou a zároveň třetím zaměstnancem a prvním na plný úvazek se na počátku roku 2017 stala Petra Pejšová. V březnu 2018 ji na této pozici vystřídala Klára Joklová. Orgány spolku jsou dle jeho stanov v následujícím pořadí valná hromada, rada, revizní komise a výkonný ředitel.

### Předsedové
| Pořadí | Foto | Občanské jméno | Wikipedista    | Období                   |
| ------ | ---- | -------------- | -------------- | ------------------------ |
| 1.     |      | Petr Novák     | Che            | 2008–2011                |
| 2.     |      | Jan Lochman    | Juandev        | leden 2011 – květen 2011 |
| 3.     |      | Michal Reiter  | Limojoe        | 2011–2014                |
| 4.     |      | Jan Loužek     | Aktron         | 2014–2015                |
| 5.     |      | Vojtěch Dostál | Vojtěch Dostál | 2015–2019                |
| 6.     |      | Josef Klamo    | Jklamo         | 2019–2021                |
| 7.     |      | Jan Groh       | Jagro          | 2021–2023                |
| 8.     |      | Michal Reiter  | Limojoe        | od 2023                  |

### Výkonné ředitelky
1. Petra Pejšová (2017–2018)
2. Klára Joklová (od 2018)

### Čestní členové
Spolek udílí čestné členství osobám, které se výrazně zasloužily o realizaci jeho cílů:
1. Miroslav Malovec – za významnou roli při založení české Wikipedie (od 25. května 2014)[25]
2. Jan Sokol († 2021) – za šíření dobrého jména české Wikipedie (od 26. května 2014)[25]
3. Matěj Myška – za budování základů pro šíření svobodné tvorby (od 30. dubna 2016)
4. Petr Brož – za šíření dobrého jména Wikipedie mezi širokou veřejností (od 27. března 2023)[26]
5. Anatol Svahilec – za dlouhodobou propagaci Wikipedie a Wikimedia ČR (od 27. března 2023)

## Galerie

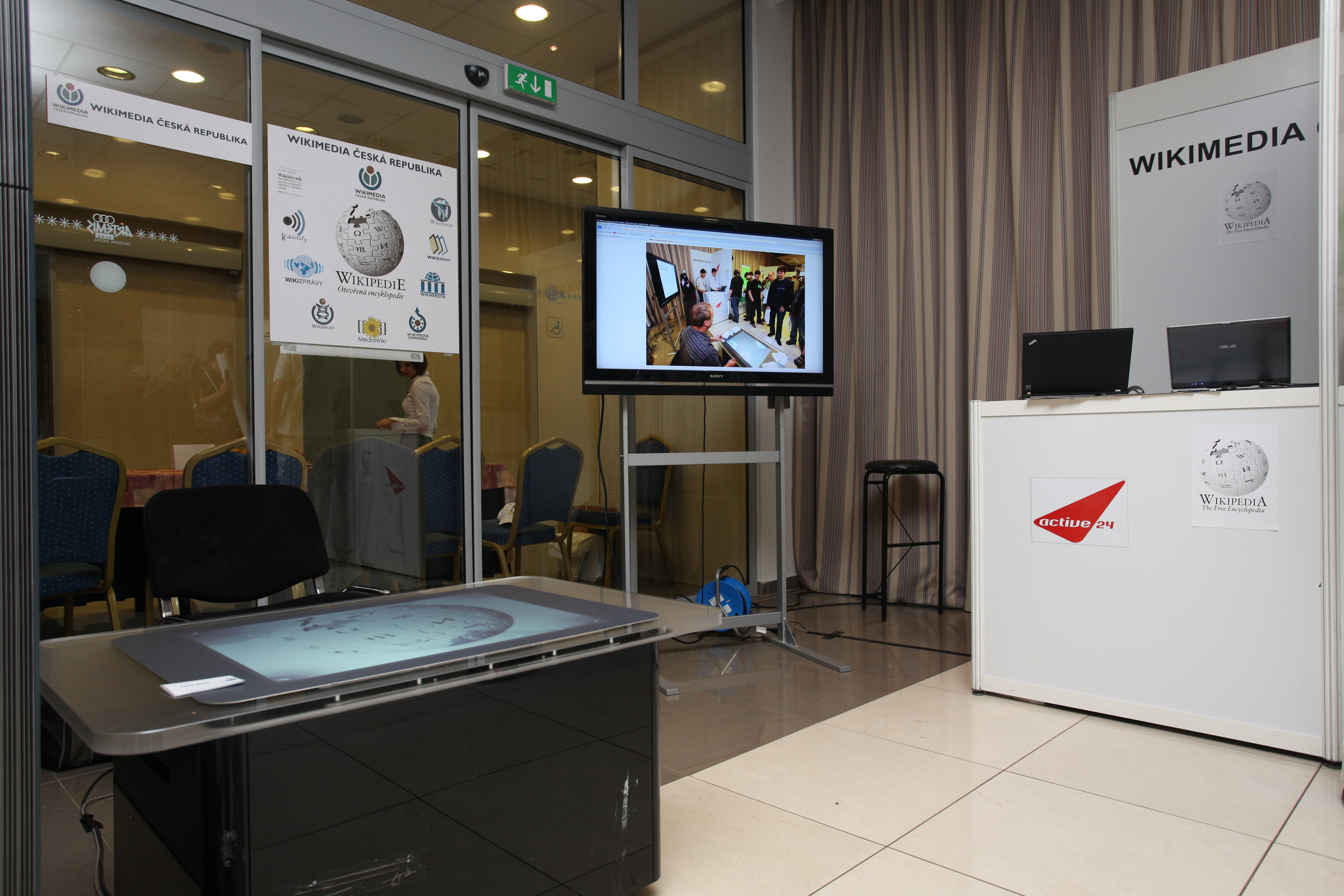
Stánek WMČR na výstavě LinuxExpo (2009)
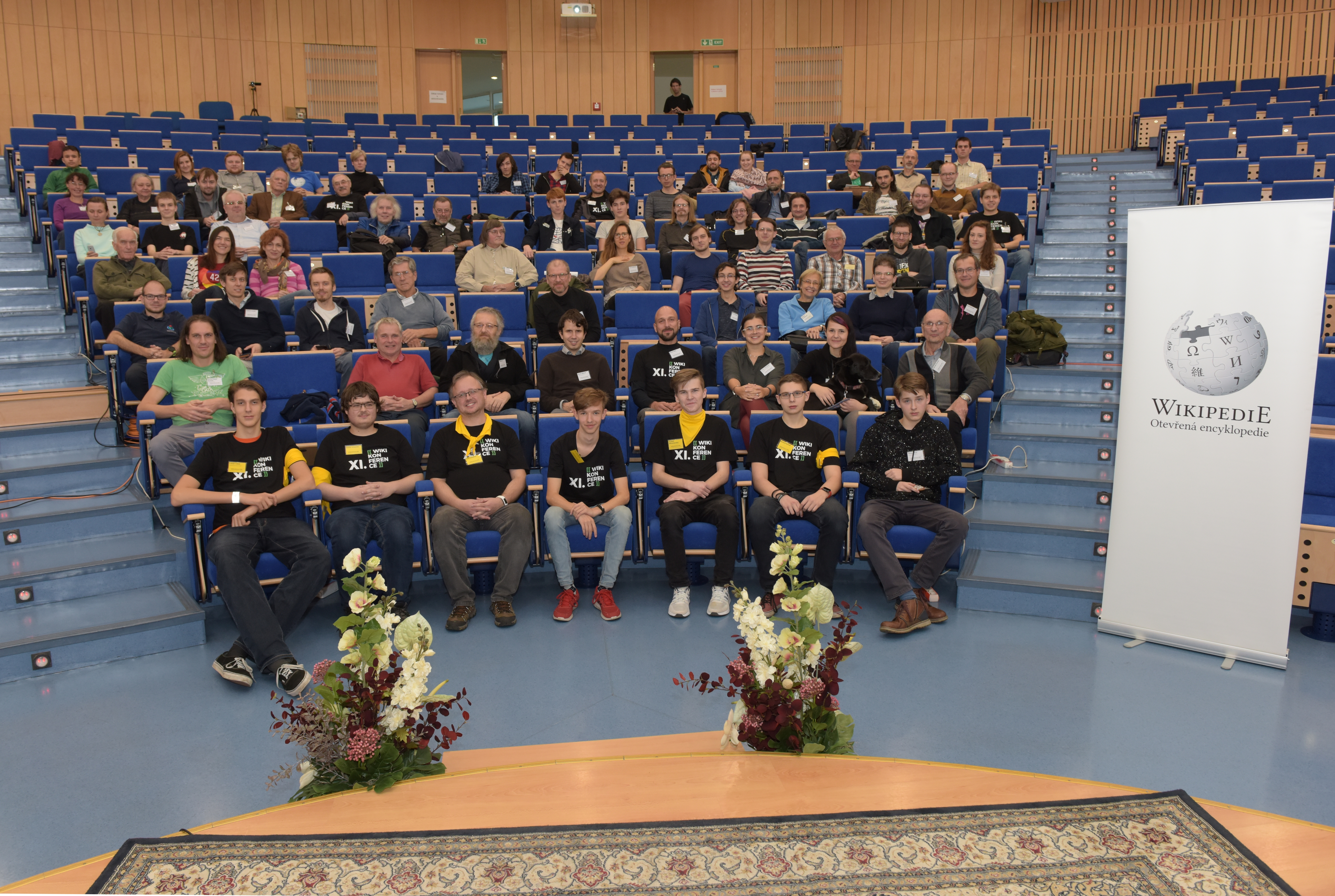
Wikikonference 2019 (Pardubice)
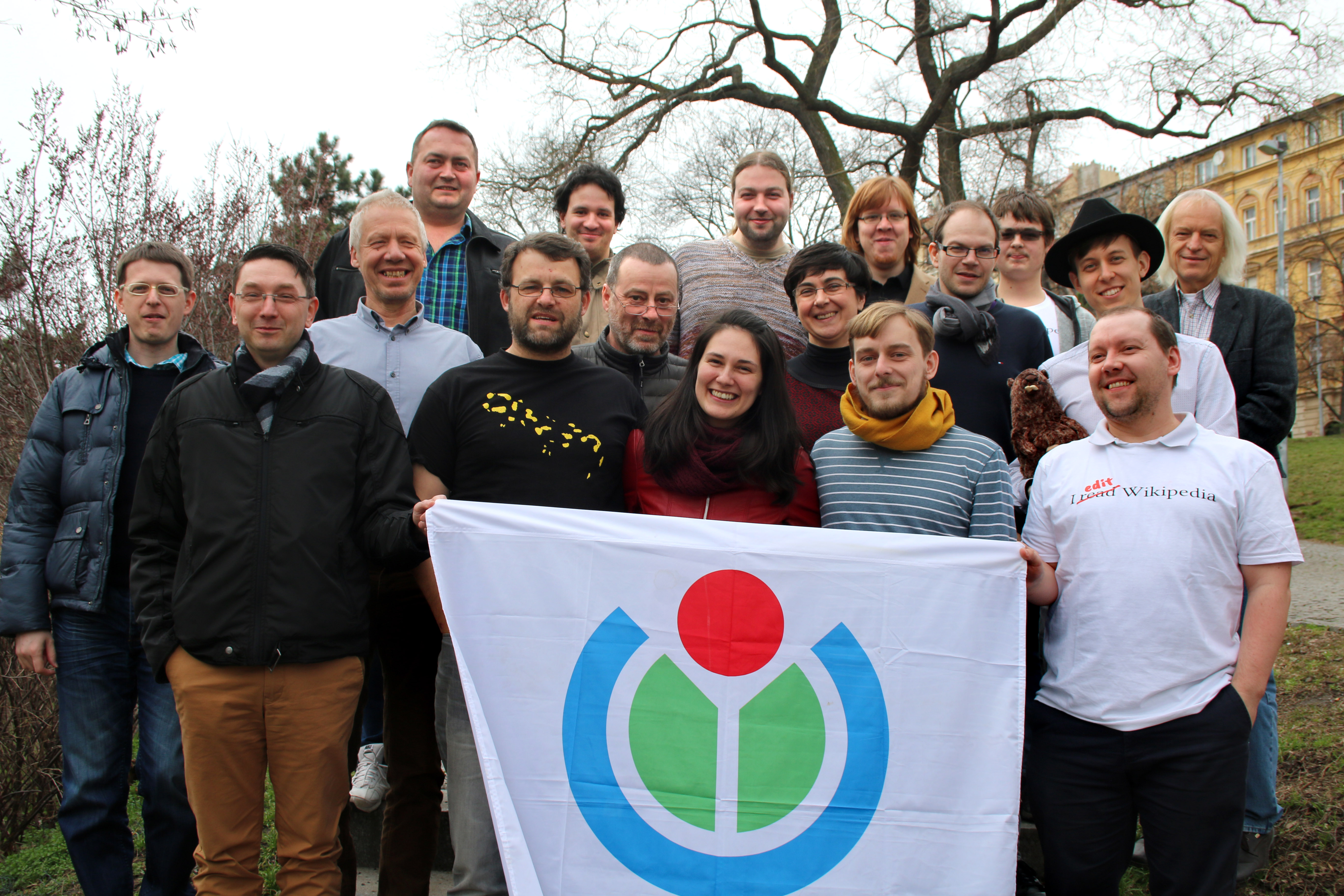
Valná hromada spolku (2017)
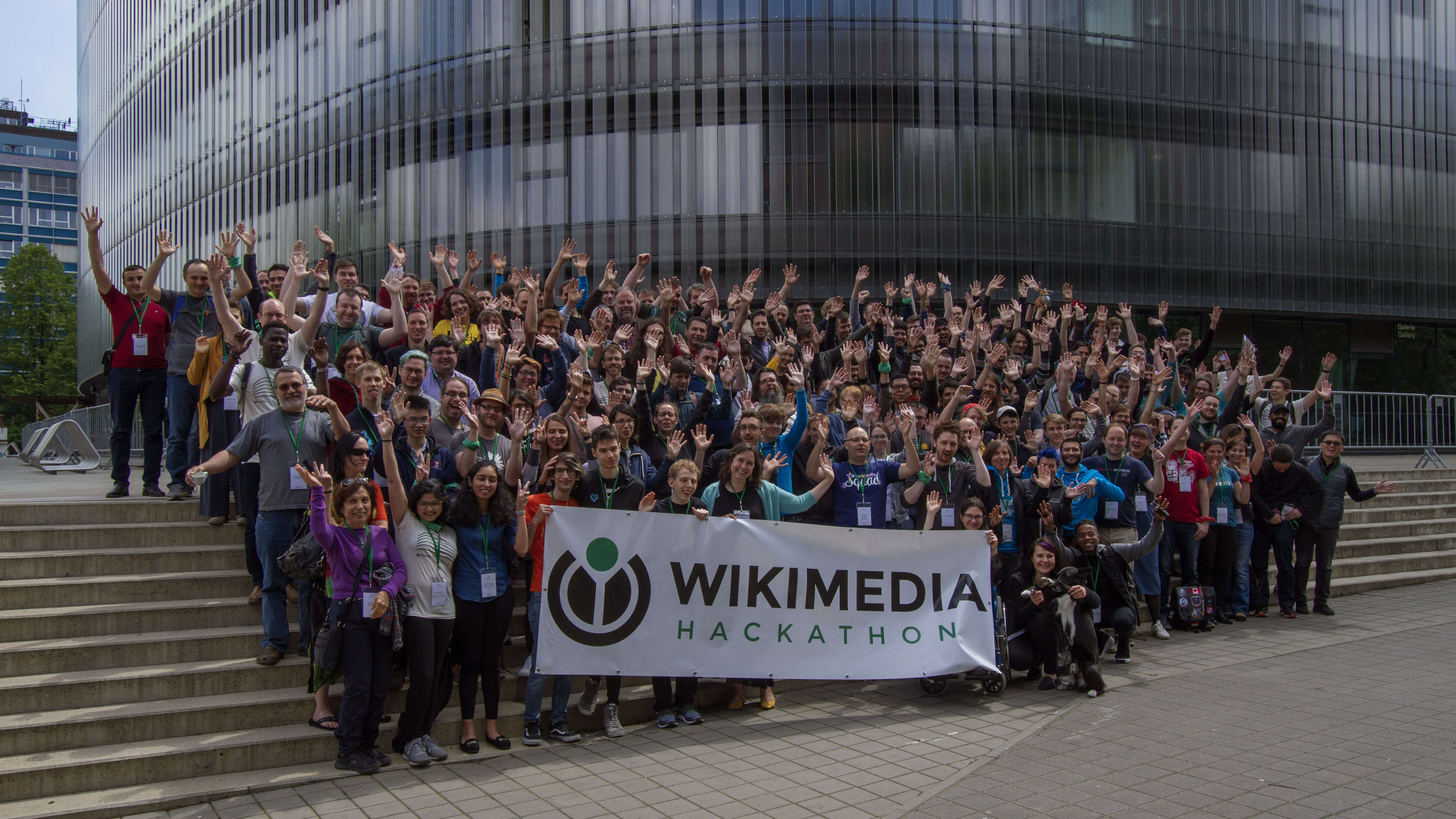
Mezinárodní Wikimedia Hackathon Prague (2019)
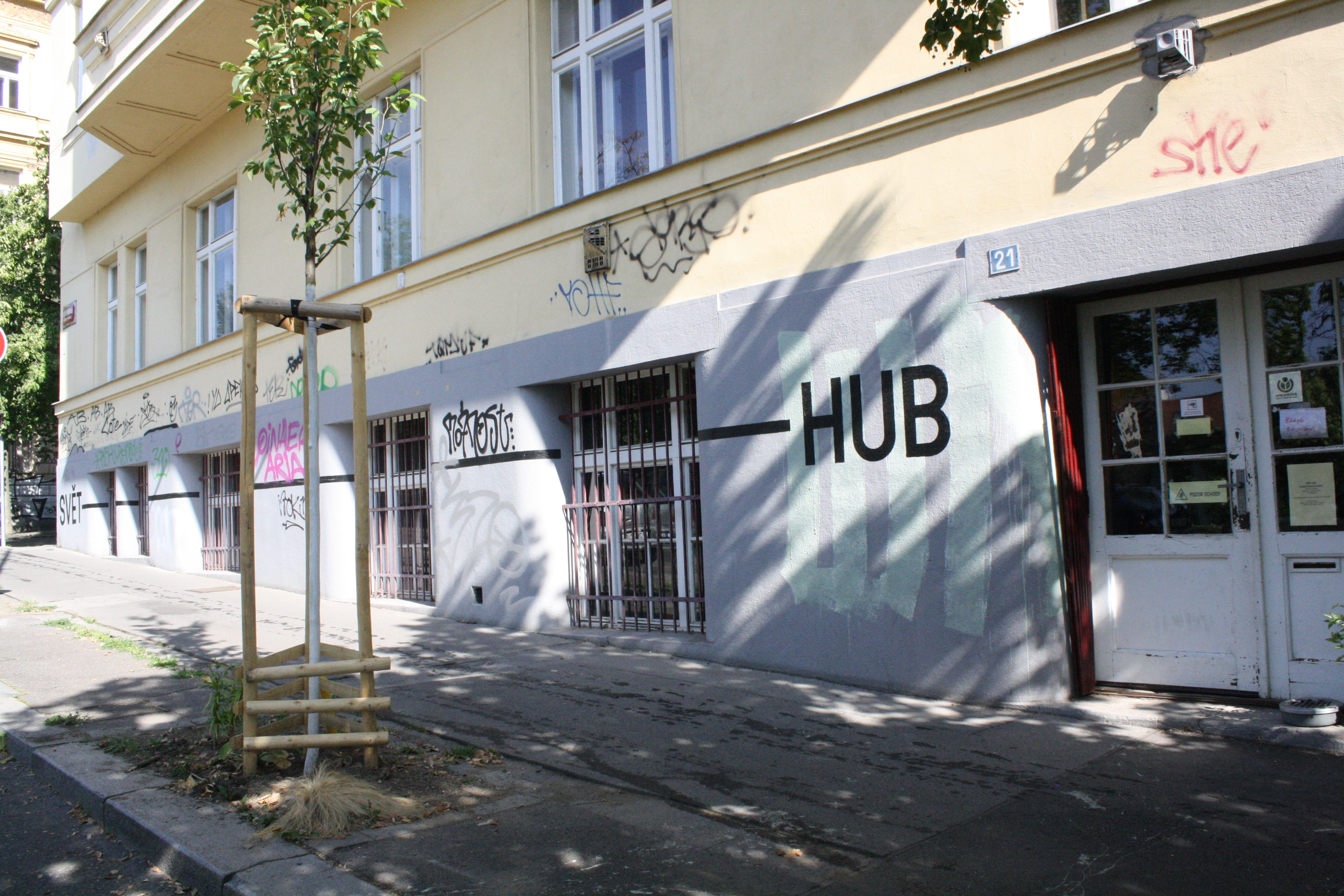
Sídlo spolku ve Světě Hub v Praze na Vinohradech
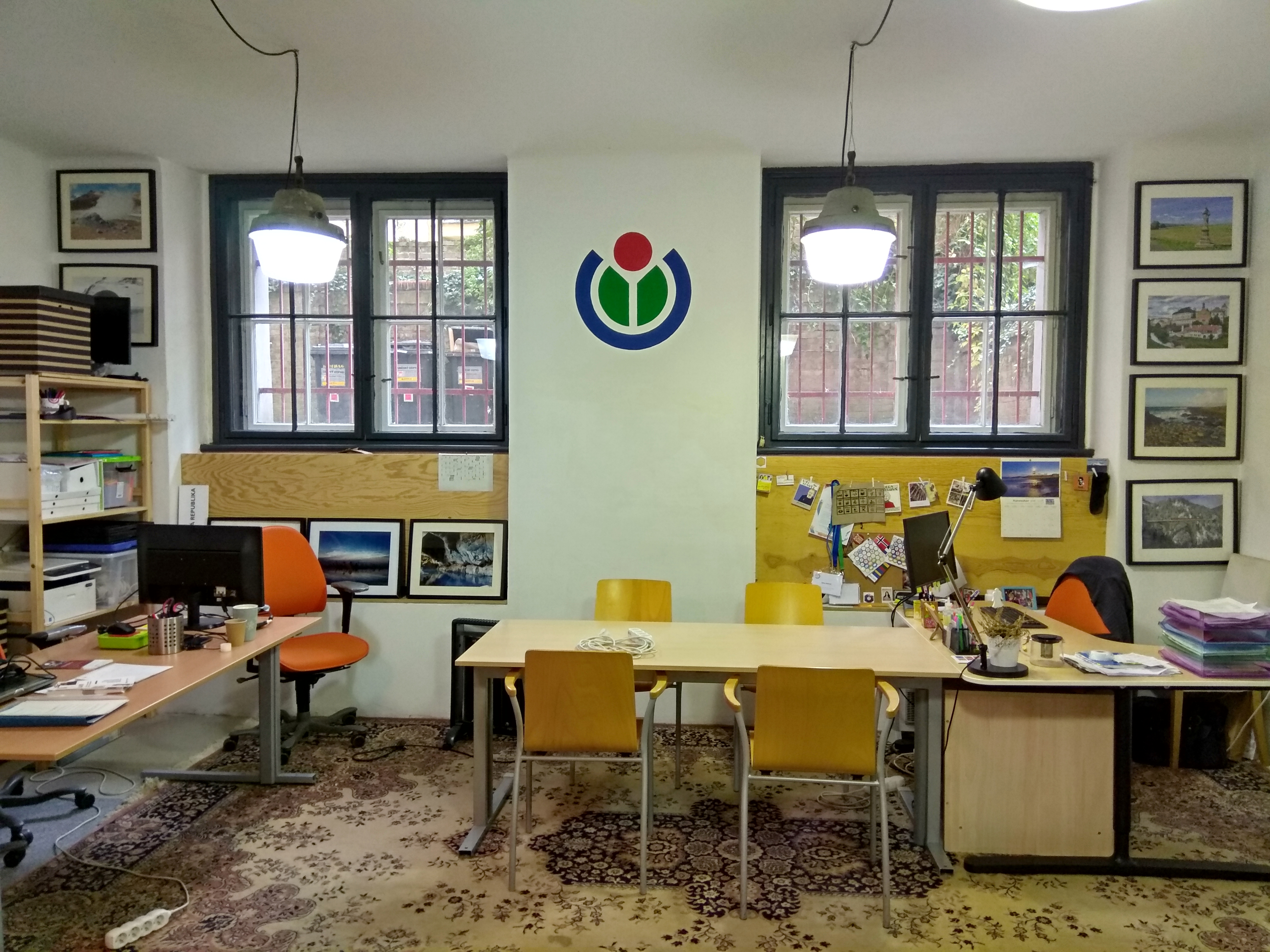
Interiér kanceláře v sídle spolku
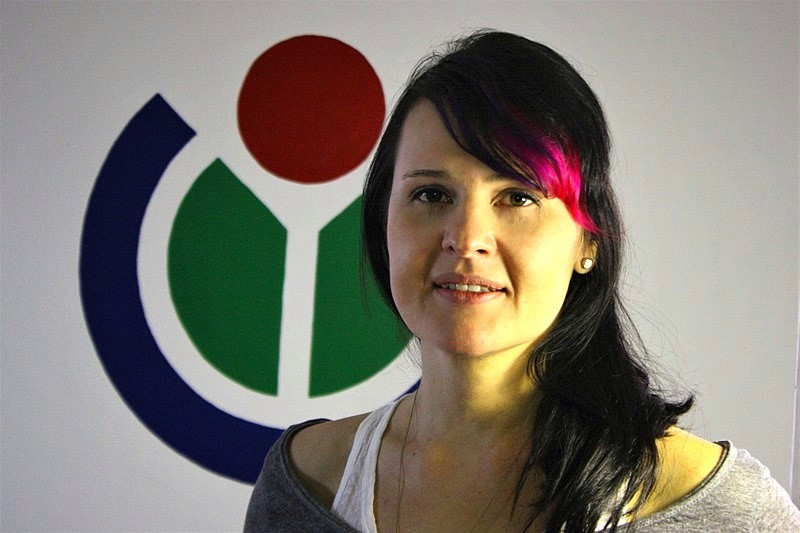
Klára Joklová – výkonná ředitelka spolku Wikimedia Česká republika od roku 2018
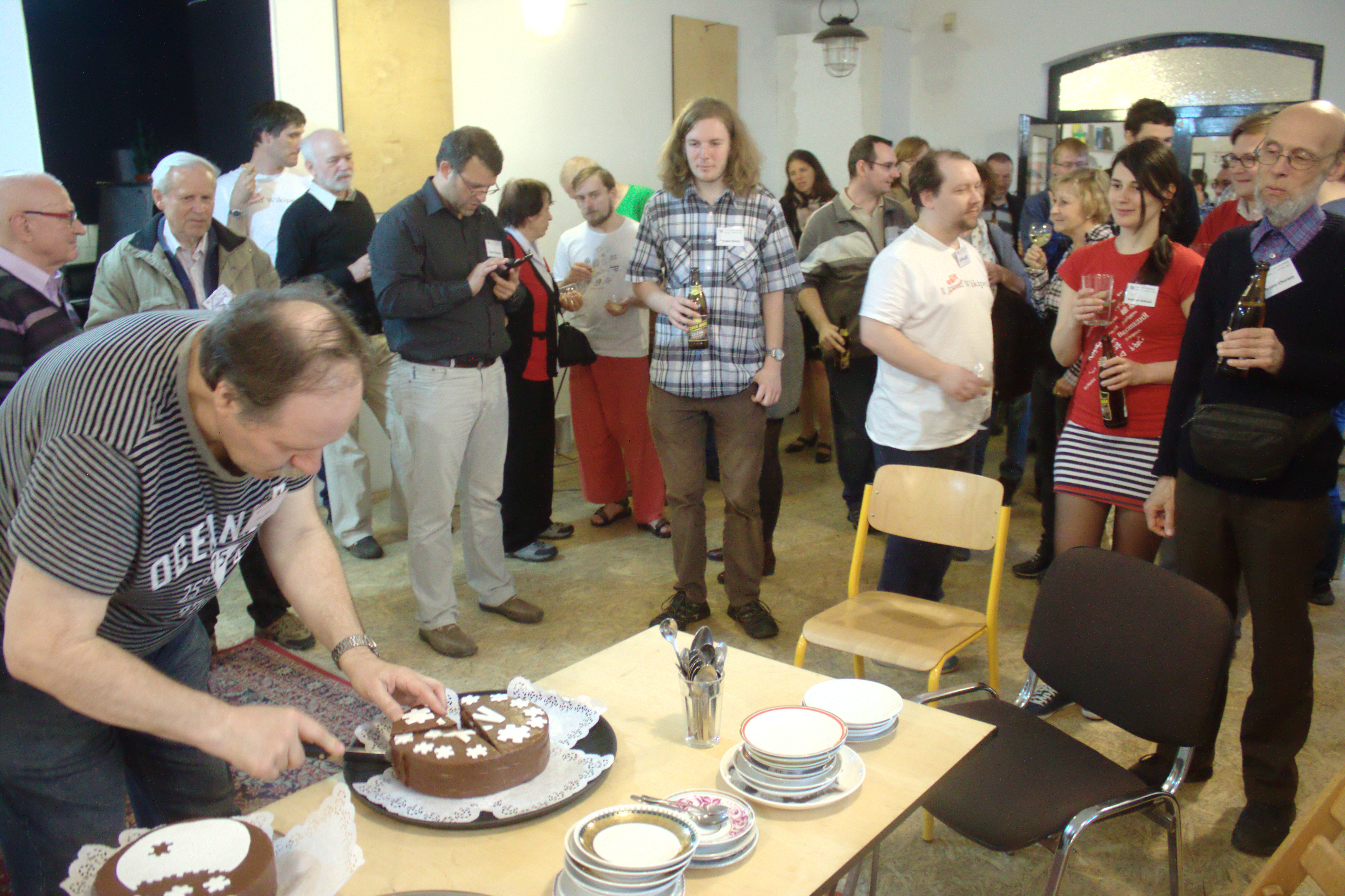
15 let české Wikipedie
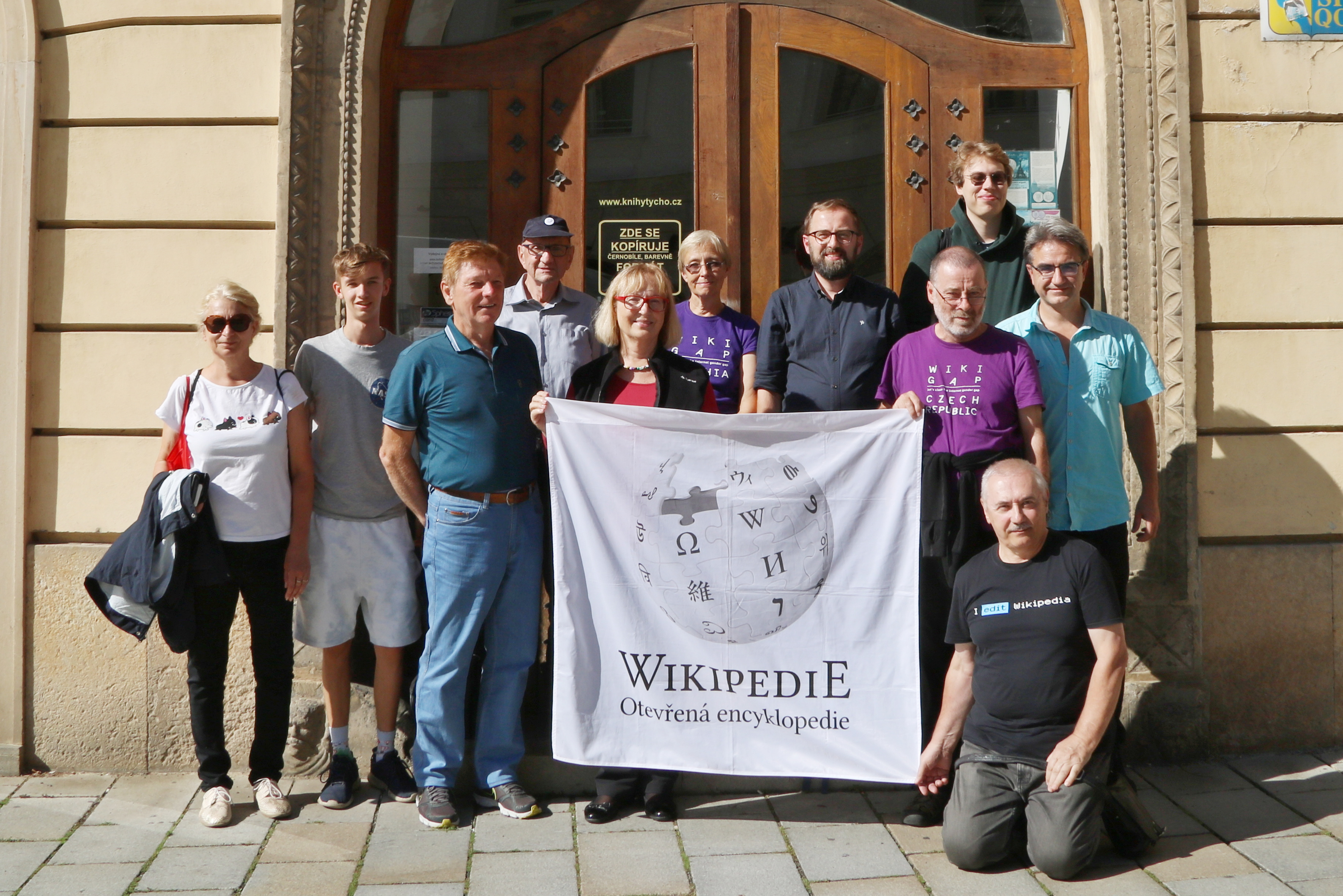
Seniorské Wikiměsto Olomouc
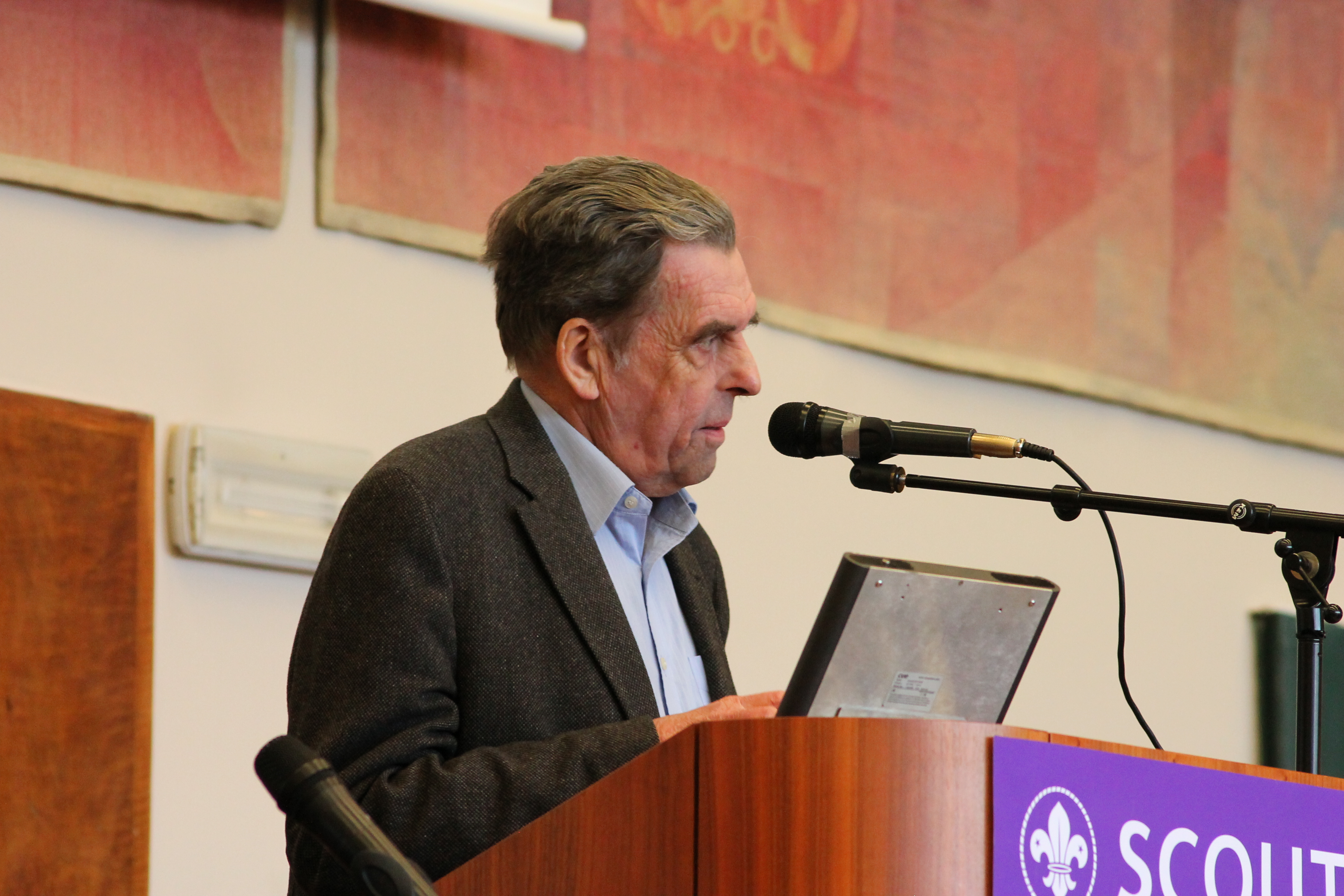
Jan Sokol, čestný člen a ambasador Wikipedie
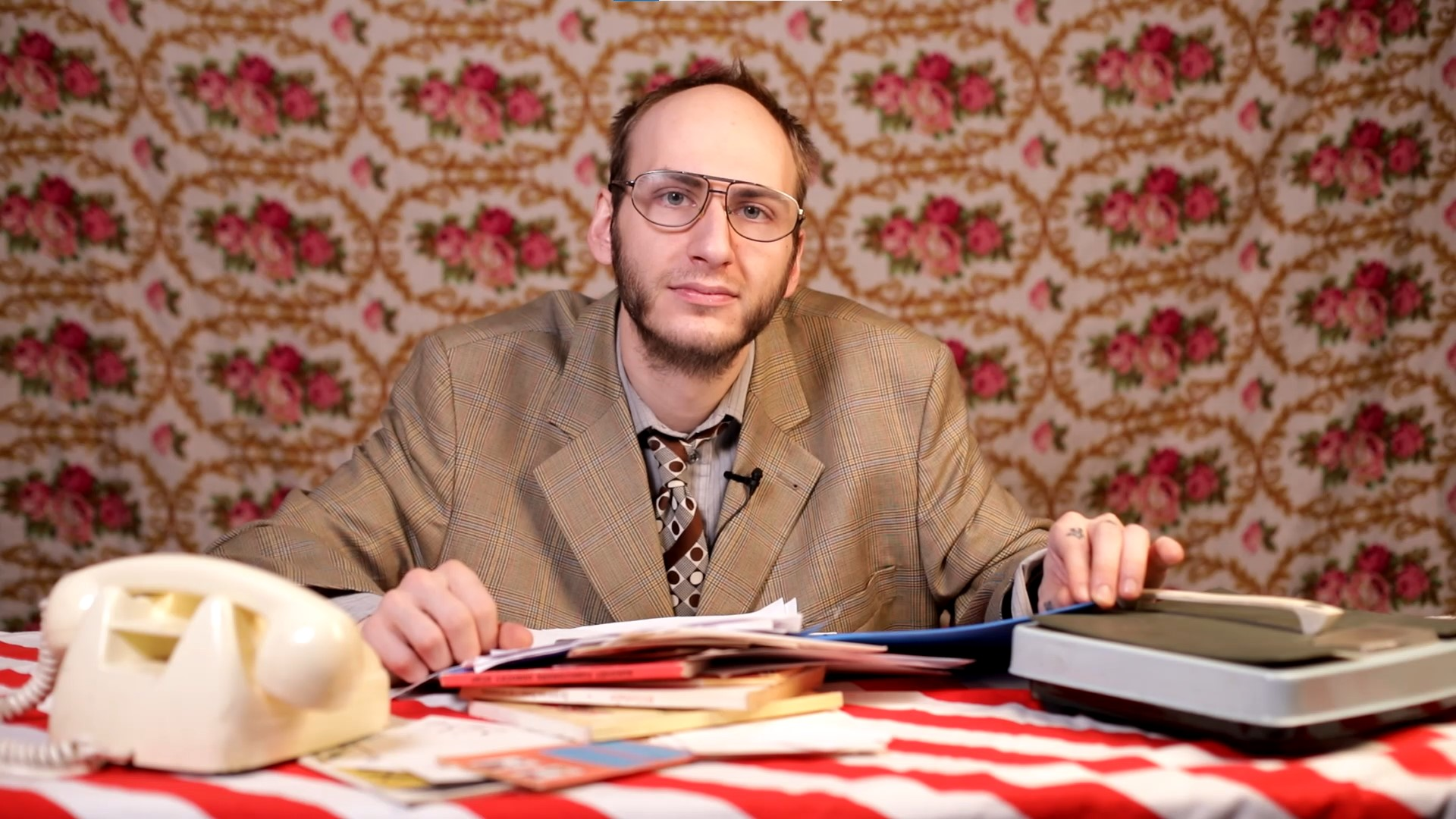
Anatol Svahilec, Wikipedista a čestný člen spolku
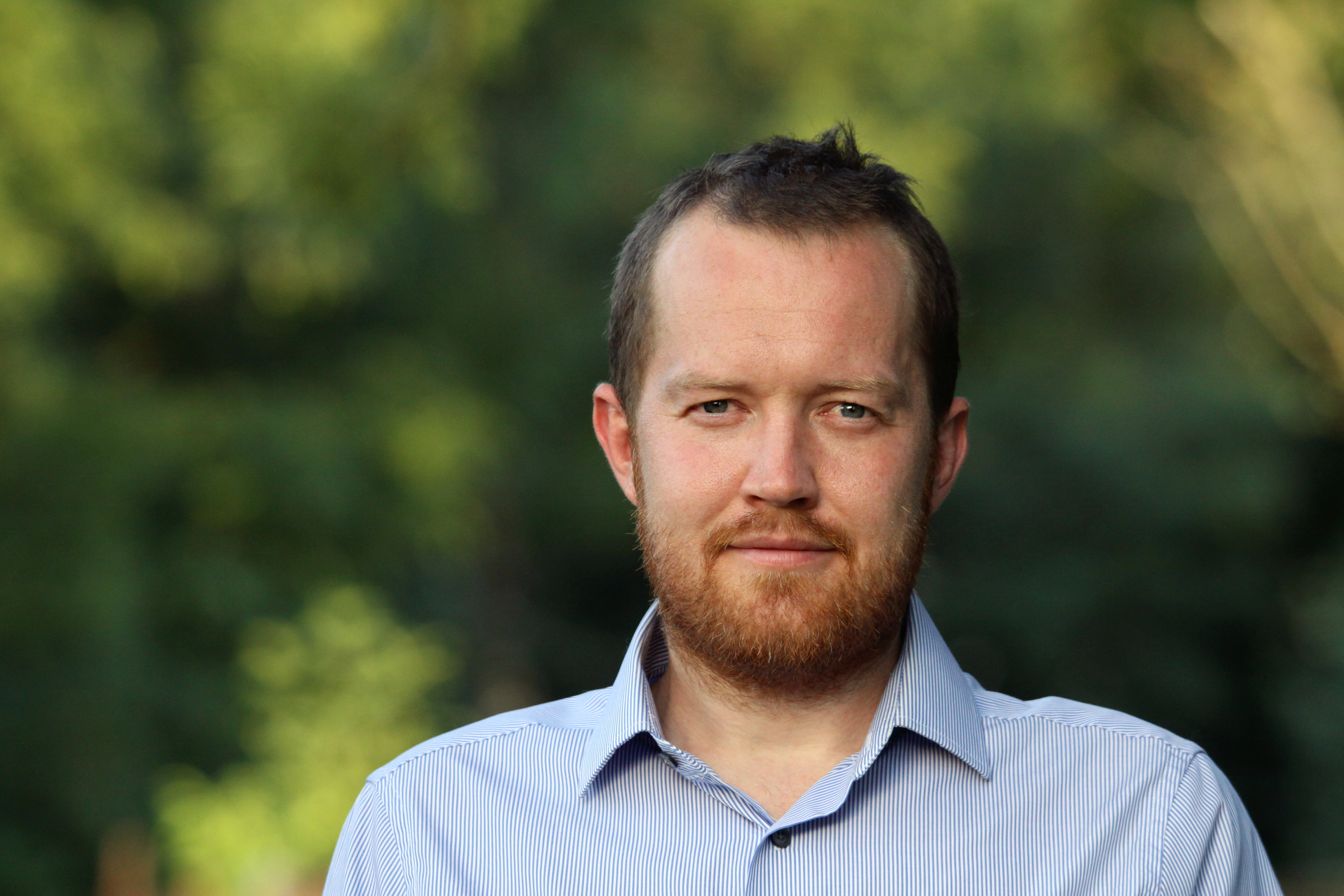
Petr Brož, čestný člen Wikimedia ČR